# La Chapelle-Vicomtesse
La Chapelle-Vicomtesse ist eine französische Gemeinde mit 160 Einwohnern (Stand: 1. Januar 2022) im Département Loir-et-Cher in der Region Centre-Val de Loire. Sie gehört zum Kanton Le Perche im Arrondissement Vendôme. Die Einwohner werden Vicomtois genannt.

## Geografie
Die Gemeinde La Chapelle-Vicomtesse liegt an der Grenne in der Landschaft Le Perche, etwa 59 Kilometer nordnordwestlich von Blois. Umgeben wird La Chapelle-Vicomtesse von den Nachbargemeinden Boursay im Nordwesten und Norden, Droué im Norden, Bouffry im Norden und Nordosten, Chauvigny-du-Perche im Osten und Südosten, Romilly im Süden sowie Saint-Marc-du-Cor im Westen.

## Bevölkerungsentwicklung
| Jahr                       | 1962 | 1968 | 1975 | 1982 | 1990 | 1999 | 2006 | 2013 | 2021 |
| -------------------------- | ---- | ---- | ---- | ---- | ---- | ---- | ---- | ---- | ---- |
| Einwohner                  | 324  | 330  | 241  | 187  | 174  | 165  | 181  | 180  | 156  |
| Quellen: Cassini und INSEE |      |      |      |      |      |      |      |      |      |

## Sehenswürdigkeiten
- Kirche Saint-Michel
- Wasserturm